# Хлорид тетраамминплатины(II)
Хлорид тетраамминплатины(II) — неорганическое вещество, комплексное соединение металла платины с формулой [Pt(NH3)4]Cl2. При нормальных условиях представляет собой бесцветные кристаллы.

## Получение
- Действие газообразного аммиака на соль Пейроне (цис-дихлородиаминплатину(II)):

{\displaystyle {\mathsf {[Pt(NH_{3})_{2}Cl_{2}]+2NH_{3}\ {\xrightarrow {}}\ [Pt(NH_{3})_{4}]Cl_{2}}}}
- Реакция тетрахлороплатината(II) аммония с хлоридом аммония:

{\displaystyle {\mathsf {[(NH_{4})_{2}PtCl_{4}]+2NH_{4}Cl\ {\xrightarrow {}}\ [Pt(NH_{3})_{4}]Cl_{2}+4HCl}}}

## Свойства
Хлорид тетрааминплатины(II) образует бесцветные кристаллы
тетрагональной сингонии,
пространственная группа P 4/mmm или P 42,
параметры ячейки a = 0,730 нм, c = 0,423 нм.
Образует кристаллогидрат состава [Pt(NH3)4]Cl2•H2O — кристаллы
тетрагональной сингонии,
пространственная группа P 4/mmm,
параметры ячейки a = 0,739 нм, c = 0,421 нм, Z = 1
или
пространственная группа P 4/mbm,
параметры ячейки a = 1,044 нм, c = 4,21 нм, Z = 2.